# Mommyheads
Det amerikanska indiepopbandet The Mommyheads var aktivt från 1987 till 1998 och återförenades 2008. 

## Historik
Bandet grundades i New York av sångaren Adam Cohen (senare Adam Elk) och släppte en rad skivor på olika independentbolag – främst Simple Machines. Deras musik har jämförts med XTC:s. Bandet flyttade till San Francisco 1990, skrev kontrakt med Geffen Records 1997 och gjorde en skiva där innan det splittrades 1998.
Den här Adam Cohen ska inte förväxlas med Leonard Cohens son Adam som har släppt soloalbum och skivor med gruppen The Low Millions. Cohen från the Mommyheads har framträtt solo (och släppt en skiva) under namnet Adam Elk för att undvika missförstånd.
Jan Kotik, the Mommyheads originaltrummis, dog den 13 december 2007, efter tre år av cancersjukdom. Bandet har återförenats och släppte sin nya skiva You’re Not a Dream 2008.
Den första officiella Mommyheadsskivan Magumbo Meatpie släpptes 1987 på etiketten Sit & Spin som höll till i ett studenthem på NYU. EP:n innehöll fyra låtar som spelades in av Sonic Youths tekniker Wharton Tiers. Tre av låtarna dök senare upp på Fang Records samlingsskiva Antipop: New York Underground Mix (1988). Deras första fullängdsalbum var Acorn på Fang Records 1989 med Adam Cohen (sång, gitarr och andra instrument), Jan Kotik (trummor) och Matt Patrick (sång, bas). Skivan producerades av Chris Rael (från NYC-bandet Church of Betty). Låtskrivandet delades mellan Cohen och Patrick. Båda dessa skivor släpptes medan bandets medlemmar fortfarande gick på high school. Rael nämner på nysläppet av Acorn XTC, James Brown och Pussy Galore som de främsta referenserna.
Tidiga fyrakanalsinspelningar och livedemos med Mommyheads låtar släpptes 1991 eller 1992 som Swiss Army Knife-kassetten på Simple Machines. Samlingen med hemgjorda låtar, skrivna och inspelade av främst Adam Cohen, var excentriska och högst originella och musikaliskt komplexa. I kärnan fanns en oberäknelig och bitterljuv popkänsla som återkom i de flesta av de följande inspelningarna. Fyra av de sjutton låtarna kom att spelas in igen på de ”officiella” skivorna. Vid den här tiden släppte också Simple Machines ”At The Mall” på en samlings-EP, Pulley. Två spår dök också upp på en livesamling från Fang Records.
Den andra ”riktiga” skivan, den psykedeliska Coming Into Beauty, släpptes på Simple Machines 1992. Den kombinerade inspelningar för två album som följde Acorn, varav den första släpptes informellt på en kassett kallad Papoose. En flytt till San Francisco och en förändring i bandsättningen skedde under inspelningen av skivan. Jan Kotik ersattes av två medlemmar ur New York-bandet Connotations, Dan Fisherman (trummor, kör) och Michael Holt (sång, keyboards). (Cohen hade spelat percussion på Connotations vinylsläpp 1987, och Holt och Fisherman hade varit med i flera band på Fang Records.) Före skivsläppet släppte den nya sättningen en livekassett i begränsad upplaga (Mommyheads Live) med nyare låtar på Fang Records, varav de flesta inte kom med på deras senare CD-släpp.
Matt Patrick lämnade bandet och ersattes av basisten Jeff Palmer (tidigare Sister Double Happiness), vid tiden för inspelningen av nästa CD, Flying Suit, 1994 (Dromedary Records). Kommentarer i konvolutet till samlingen Tiny Idols ger ”den slicke, professionelle Palmer” äran av att ha styrt bandet mot ett mer ”mainstreamsound" vid ungefär den här tiden. Låtskrivandet föll nu främst på Cohen, med enstaka bidrag från Holt. Flera singlar och låtar på samlingar släpptes också under den här perioden. En fjärde skiva, Bingham’s Hole, släpptes på Dot Dot Dash Records 1995. Den producerades av Peter Katis. Det var bandets sista independentfullängdsskiva och här lade bandet till mer funk- och boogieelement.
Med Bingham’s Hole i ryggen skrev bandet kontrakt med Geffen Records och släppte den Beatlesbetonade The Mommyheads, 1997. Den producerades av Don Was och fick blandade recensioner. Bandet löstes från kontraktet under en skivbolagsrockad innan skivan släpptes och albumet marknadsfördes i stort sett inte alls. The Mommyheads splittrades kort därefter. Många fans anser att det här är ett perfekt exempel på hur ett storbolag kan ”fördärva” ett band som har skapat sig kritikerframgång och en solid fanskara med kvalitén hos sina independentinspelningar och med utmärkta liveframträdanden.
Efter splittringen har de flesta medlemmarna gjort solokarriärer och andra samarbetsprojekt. Adam Elk släppte ett soloalbum kallat Labello och är nu en framgångsrik kompositör av tv-reklammusik. Jeff Palmer gick med i bandet Sunny Day Real Estate. Michael Holt har gjort flera soloalbum. Dan Fisherman blev dataprogrammerare vid ett litet dataföretag i San Francisco och undervisar i matematik, filosofi och inspelningsteknik på Randolph School i Whappingers Falls, New York. 
Bandet återförenades 2008 och släppte CD:n "You're Not a Dream" (Bladen County) som följdes upp av en turné i USA hösten 2008.
Coverversioner av Mommyheads låtar har gjorts av Jenny Toomey (”Needmore, PA” på Antidote) och Someone Still Loves You Boris Yeltsin ("Accident" and "Cora", den senare på EP:n Someone Still Loves You Michael Holt).

## Medlemmar
Nuvarande medlemmar
- Adam Cohen (Adam Elk) — gitarr, sång, mandolin, melodika, autoharpa, piano (1987–1998, 2008–)
- Michael Holt — keyboard, sång, gitarr (1990–1998, 2008–)
- Dan "Oy" Fisherman — trummor, bakgrundssång (1990–1998, 2008–)
- Jason McNair — basgitarr (2010–)

Tidigare medlemmar
- Matt Devin Patrick — basgitarr, sång (1987–1993)
- Jan Kotik — trummor, percussion, marimba (1987–1990)
- Jude Revely — gitarr, dulcimer (1987–1988)
- Tom Kotik — basgitarr (1987–1988)
- Cyrus Sink — basgitarr (ca. 1988)
- Eric Bonerz — trummor (ca. 1990)
- Gary Wertz — gitarr, sång (ca. 1990)
- Rick Wilson — basgitarr (1993)
- Jeff Palmer — basgitarr (1993–1998, 2008)

## Diskografi

### Album
Studioalbum
- 1989 – Acorn (Fang Records)
- 1992 – Coming Into Beauty (Simple Machines)
- 1994 – Flying Suit (Dromedary)
- 1995 – Bingham's Hole (Dot Dot Dash) (två olika versioner)
- 1997 – The Mommyheads (Geffen)
- 2008 – You're Not a Dream (Bladen County)
- 2011 – Delicate Friction (Dead Frog)
- 2012 – Vulnerable Boy (Dead Frog, SWE / Dromedary, US)
- 2018 – Soundtrack To The World's End (Dead Frog)
- 2019 – Future You (Fanfar!)
- 2020 – New Kings of Pop (Fanfar!)
- 2021 – Age of Isolation (Fanfar!)

Kassettalbum
- 1991 – Live (Fang Records)
- 1992 – Swiss Army Knife (Simple Machines)
- 1993 – The Yellow Tape (5-låtsars EP-kassett) (Black Widow Management)

Samlingsalbum
- 2010 – Finest Specimens (Dead Frog, SWE)
- 2011 – Finest Specimens (Dromedary, US)

### EP
- 1988 – Magumbo Meatpie (Sit & Spin Records)
- 1991 – "At the Mall" på EP'n Pulley med div. artister (Simple Machines)[1]

### Singlar
- 1993 – "The World Is Round" / "Remedy" (Hairy/Simple Machines)
- 1994 – "Cough Syrup" / "G Nocci" / "Timebomb" (Witch Hazel / Mommyheads / Mommyheads, delad maxi-singel) (Sonic Swirl)
- 1995 – "Making Music Your Own" ("Day Job" / "The Television) (Mommyheads / The Jennifers, delad singel) (You Say When)

### Annat
Låtar på samlingsalbum med div. artister (urval)
- 1988 – "Skin Is Color Blind", "Imperfect Love" och "Butcher's Daughter" på albumet Antipop: New York Underground Mix[2] (Fang) (spår från EP'n Magumbo Meatpie)
- 1991 – "Queen of the Ant Race" och "Minds Are Made of This" på Thirsty Ears: Fang Records Bands Live at the Knitting Factory[3] (Fang) (med låtar där Holt, Fisherman och Kotik också spelar med andra band)
- 1993 – "Hepsaba's Compass" – radio-uppträdande på They Came, They Played, They Blocked The Driveway[4] (WFMU)
- 1995 – "Box," (spår från The Yellow Tape) på albumet LemonLime Volume One...A Pop Compilation[5] (SpinArt)
- 1996 – "Over", "Tension" och "Moisture" på Come And Get It - The Mighty Sounds Of Hairy Records[6] (Hairy Records)
- 1996 – "Over" på Green Light Go![7] (Bottle Cap)
- 1996 – "Moisture" på Eyesore: A Stab at the Residents[8] (Vaccination)
- 1997 – "Christmas Song" och "Christmas Song (Catskills version)" på The Tarquin Records All Star Holiday Extravaganza[9] (Tarquin Records) (versioner möjligtvis endast med Adam Elk)
- 1998 – "It's Okay" på San Francisco - A Music City Compilation 1998[10] (Trocadero Records) (spår från Bingham's Hole)
- 2005 – "Blind Like A Camera" på Tiny Idols[11] (Snowglobe Records) (spår från Coming Into Beauty)